# Psenopsis obscura
Psenopsis obscura is een straalvinnige vissensoort uit de familie van Centrolophidae. De wetenschappelijke naam van de soort is voor het eerst geldig gepubliceerd in 1967 door Haedrich.